# 神嘉
神嘉（525年十二月—535年三月）是北魏時期稽胡領導劉蠡升的年号，共计9年餘。劉蠡升是建立石平年號的劉沒鐸之祖父。

## 纪年
| 神嘉 | 元年  | 二年  | 三年  | 四年  | 五年  | 六年  | 七年  | 八年  | 九年  | 十年  | 十一年 |
| 公元 | 525年 | 526年 | 527年 | 528年 | 529年 | 530年 | 531年 | 532年 | 533年 | 534年 | 535年  |
| 干支 | 乙巳  | 丙午  | 丁未  | 戊申  | 己酉  | 庚戌  | 辛亥  | 壬子  | 癸丑  | 甲寅  | 乙卯   |

## 參看
- 中国年号索引
- 同期存在的其他政权年号
  - 普通（520年正月—527年三月）：南朝梁梁武帝萧衍的年号
  - 大通（527年三月—529年九月）：南朝梁梁武帝萧衍的年号
  - 中大通（529年十月—534年十二月）：南朝梁梁武帝萧衍的年号
  - 大同（535年正月—546年四月）：南朝梁政權梁武帝萧衍的年号
  - 孝昌（525年六月—528年正月）：北魏政权北魏孝明帝元詡年号
  - 武泰（528年正月—四月）：北魏政权北魏孝明帝元詡年号
  - 建義（528年四月—九月）：北魏政权北魏孝莊帝元子攸年号
  - 永安（528年九月—530年十月）：北魏政权北魏孝莊帝元子攸年号
  - 孝基（529年四月—五月）：北魏政权北海王元顥年号
  - 建武（529年五月—閏六月）：北魏政权北海王元顥年号
  - 更興或更新（530年六月—532年十二月）：北魏政权汝南王元悅年号
  - 建明（530年十月—531年二月）：北魏政权元晔年号
  - 普泰（531年二月—十月）：北魏政权元恭年号
  - 中興（531年十月—532年四月）：北魏政权安定王元朗年号
  - 太昌（532年四月—十二月）：北魏政权北魏孝武帝元修年号
  - 永興（532年十二月）：北魏政权北魏孝武帝元修年号
  - 永熙（532年十二月—534年十二月）：北魏政权北魏孝武帝元修年号
  - 天平（534年十月—537年十二月）：東魏政权東魏孝靜帝元善見年号
  - 大統（535年正月—551年十二月）：西魏政权西魏文帝元宝炬年号
  - 天建（524年六月—527年九月）：北魏時期領導莫折念生年号
  - 真王（525年八月—528年二月）：北魏時期領導杜洛周年号
  - 魯興或普興（526年正月—八月）：北魏時期領導鮮于修禮年号
  - 始建：北魏時期領導陳雙熾年号
  - 廣安（526年九月—528年九月）：北魏時期領導葛荣年号
  - 天授（527年七月）：北魏時期領導劉獲、鄭辯年号
  - 隆緒（527年十月—528年正月）：北魏時期領導萧宝夤年号
  - 天統（528年六月—529年四月）：北魏時期領導邢杲年号
  - 神獸（528年七月—530年四月）：北魏時期領導万俟丑奴年号
  - 皇武：北魏時期領導劉擧年号
  - 上願（535年）：南朝梁時期領導鮮于琛的年号
  - 義熙：高昌政权麴嘉年号
  - 甘露：高昌政权麴光年号